# Empetrum eamesii
Empetrum eamesii är en ljungväxtart. Empetrum eamesii ingår i släktet kråkbärssläktet, och familjen ljungväxter.

## Underarter
Arten delas in i följande underarter:
- E. e. atropurpureum
- E. e. eamesii